# Julia Czagina
Julia Czagina (ros. Юлия Чагина, ur. 27 grudnia 1987 r.) – rosyjska wioślarka.

## Osiągnięcia
- Światowe Regaty U-23 – Brandenburg an der Havel 2008 – czwórka podwójna – 6. miejsce[1].
- Mistrzostwa Świata U-23 – Račice 2009 – czwórka podwójna – 7. miejsce[1].
- Mistrzostwa Świata – Poznań 2009 – czwórka podwójna – 6. miejsce[1].
- Mistrzostwa Europy – Montemor-o-Velho 2010 – dwójka podwójna – 12. miejsce[1].